# Karibischer Riffkalmar
Der Karibische Riffkalmar (Sepioteuthis sepioidea) ist ein Tintenfisch in der Familie der Schließaugenkalmare (Loliginidae).

## Morphologie und Motorik

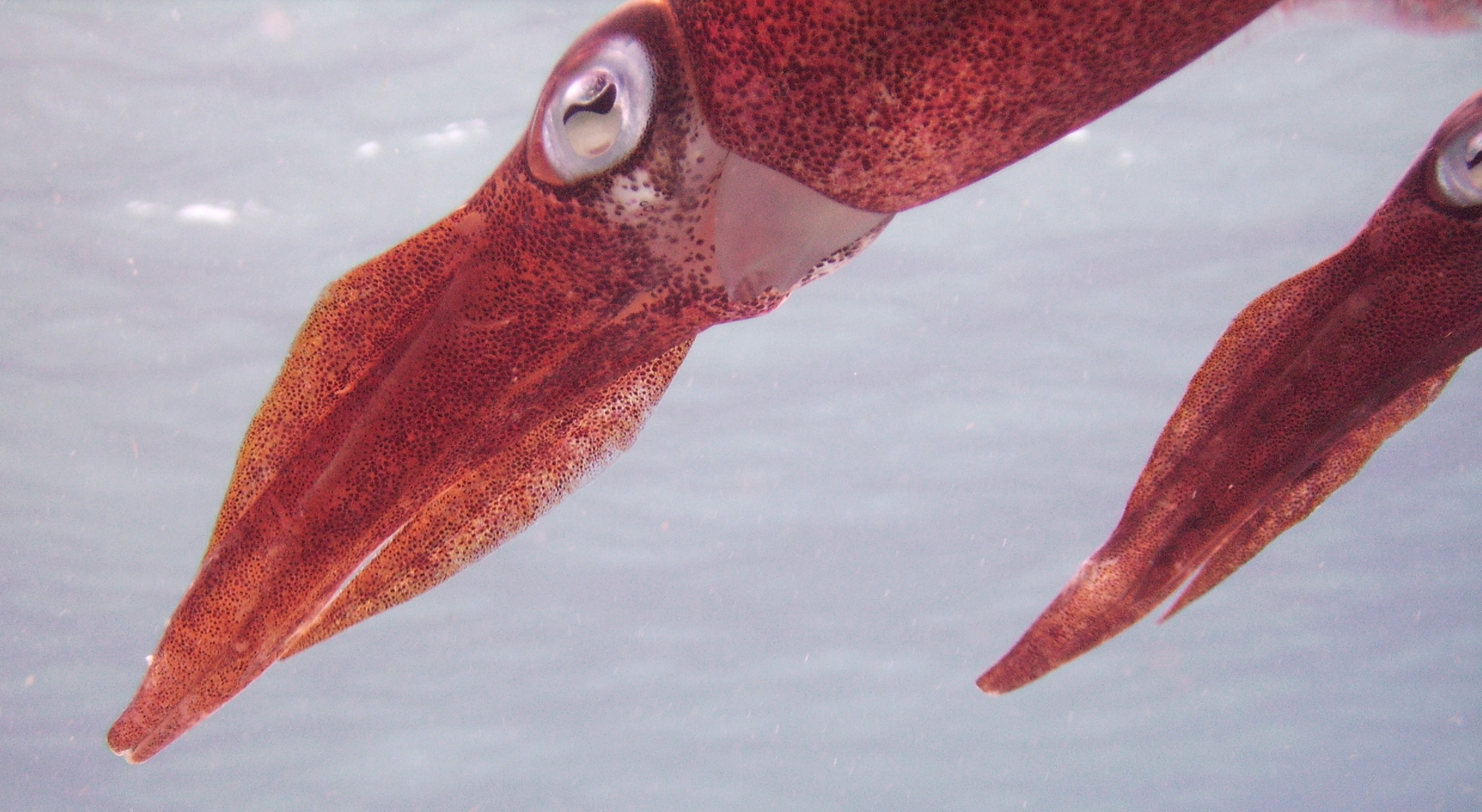
Kopfprofil

Die maximale Körperlänge beträgt 20 cm. Der Körper besteht aus einem Rumpfteil, in dem die inneren Organe von einem muskulösen Hautsack umschlossen sind. Dieser Hautsack wird als Mantel bezeichnet. Der Kopf hat zehn Fangarme, zwei lange und acht kurze, wobei die langen Fangarme in den Tentakelkranz zurückgezogen werden können. Eine äußere Schale fehlt, im Mantelbereich auf der Rückenseite befindet sich der chitinitöse Gladius. Dieser stellt somit eine Innenschale dar, die dem Körper des Kalmars Stabilität verleiht. Am Gladius ist zudem die Muskulatur verankert. Am vorderen Ende des Mantels befindet sich unterhalb des Kopfes eine röhrenförmige Öffnung, der sogenannte Manteltrichter. Er versorgt die beiden in der Mantelhöhle befindlichen Kiemen mit frischem, sauerstoffreichem Wasser, dient aber auch zur schnellen Fortbewegung mittels Rückstoß. Die Augen des Karibischen Riffkalmars haben ein sehr gutes Sehvermögen. Der Schlundbereich ist mit einem papageienartigen Schnabel versehen, dazwischen die Weichttier-typische Raspelzunge (Radula) enthält. Die Art besitzt auf beiden Seiten des Körpers, bei adulten Tieren entlang der gesamten Mantellänge, eine charakteristische Flosse deren breiteste Stelle sich etwa in der Mantelmitte befindet. Dieser befähigt die Tiere mittels Wellenbewegungen vorwärts zu schwimmen. Jedoch ermöglicht dies ein nur sehr langsames Vorwärtskommen. Normalerweise saugen die Karibischen Riffkalmare Wasser durch den Manteltrichter in die Mantelhöhle und pressen dieses hinterher unter Druck durch den Trichter wieder hinaus. Somit wird der Körper mittels eines Rückstoßprinzips nach hinten bewegt. Durch dieses Fortbewegungsprinzip sind hohe Geschwindigkeiten möglich.

## Verbreitung und Lebensraum

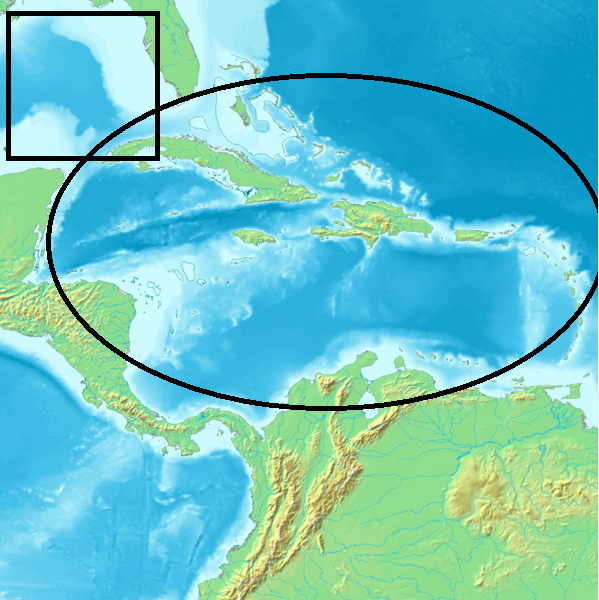
Hauptverbreitungsgebiet des Karibischen Riffkalmars

Der Karibische Riffkalmar ist die einzige Art der Gattung Sepioteuthis die im Atlantik vorkommt. Sie ist hauptsächlich im Golf von Mexiko und der Karibik heimisch. Der Karibische Riffkalmar tritt in Tiefen von ca. 1,5 m bis zu 100 m auf. Der normale Tiefenbereich bei erwachsenen Tieren ist aber zwischen 1,5 m und 8 m. Jungtiere leben meist in Tiefen um 2 m und halten sich in der Nähe von Seegraswiesen auf. Es handelt sich um eine vornehmlich in Küstennähe vorkommende Art. Nur gelegentlich schwimmen die Karibischen Riffkalmare in die offene See.

## Verhalten

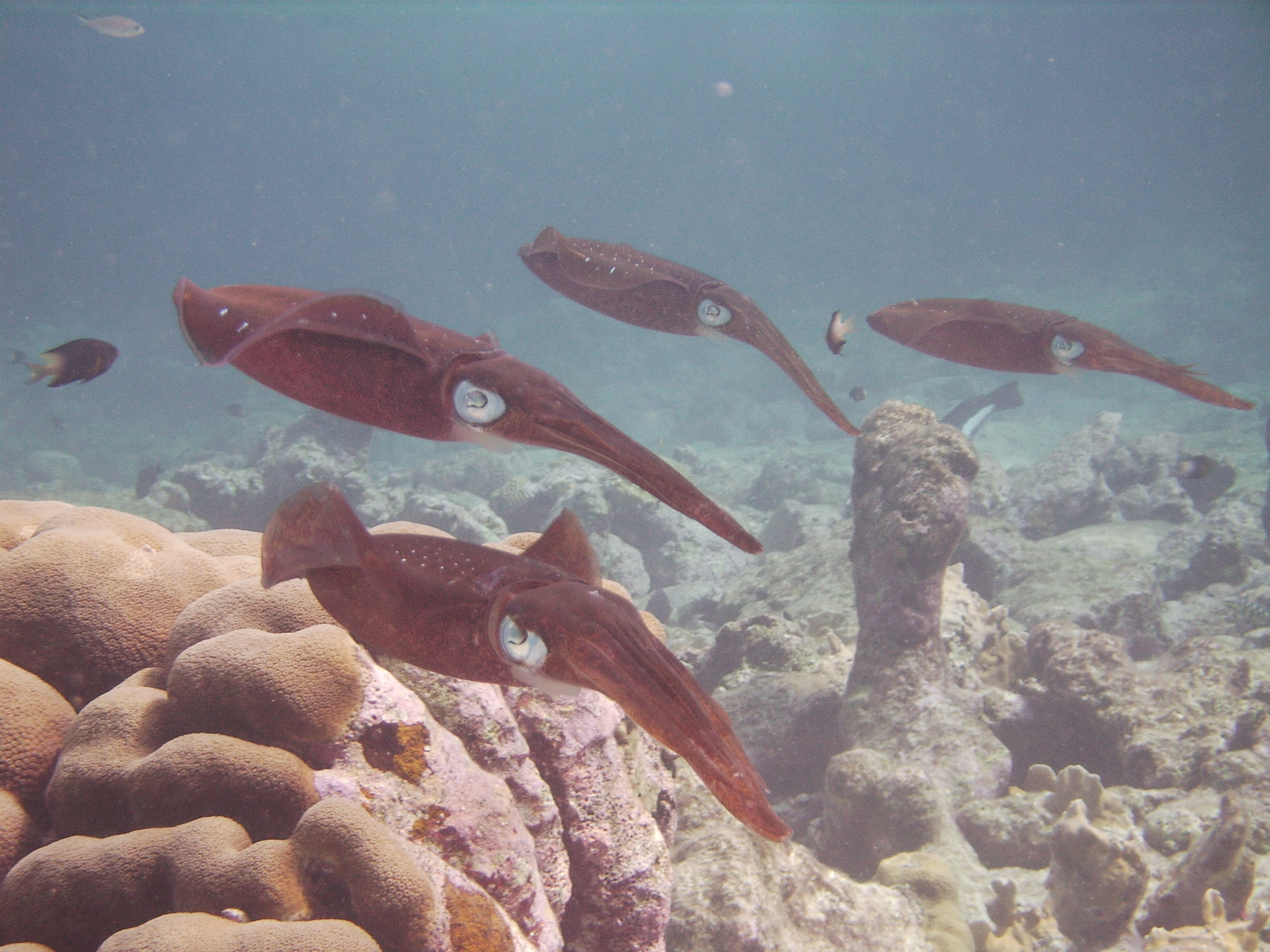
Der Karibische Riffkalmar schwimmt häufig in Gruppen

Die Art hält sich tagsüber gewöhnlich in Schwärmen von 4 bis 30 Tieren auf. Selten vergesellschaftet er sich mit dem schlanken Küstenkalmar (Loligo plei) oder mit jungen Schweinsfischen (Haemulon spp.), oder dem Fadenflosser (Polydactylus spp.) zu gemischten Schwärmen. Die Schwarmbildung vermindert für das einzelne Individuum das Risiko zur Beute zu werden. Bei Gefahr verlässt er sich nicht alleine auf den Schutz eines Schwarms, sondern nutzt auch seine Fähigkeit, die Farbe zu wechseln. In Stresssituationen verfärbt sich das Tier dunkelrot oder braun und versteckt sich zwischen Korallen. Im offenen Wasser sucht er mit einem kräftigen Rückwärtsstoß Distanz zwischen sich und die Gefahr zu bringen. Als weitere Defensivmaßnahme steht ihm – wie allen Tintenfischen – ein Beutel mit einer dunklen Flüssigkeit zur Verfügung, die er bei Gefahr ausstößt. In Verbindung mit dem ruckartigen Rückstoß wird somit ein potentieller Angreifer irritiert. Der Karibische Riffkalmar ist sehr neugierig und Menschen gegenüber wenig scheu.

## Fortpflanzung
Mit dem Erreichen der Geschlechtsreife pflanzt sich die Art ein einziges Mal fort. Nach der Fortpflanzung sterben die Tiere. Ist die Zeit der Fortpflanzung gekommen, so lösen sich die Individuen aus ihrem Schwarm und bilden kleine Trupps, die sich aus einem paarungsbereiten Weibchen und zwei bis fünf paarungswilligen Männchen zusammensetzen. Die Männchen versuchen mit vielfältigen Farb- und Musterwechseln die Weibchen für sich zu gewinnen. Hat sich ein Weibchen für einen Partner entschieden, so zeigen sie für Stunden komplexe Hochzeitsrituale. Schließlich signalisiert das Weibchen mit einem „sattelförmigen“ Muster auf dem Rücken, dass es für die Samenübergabe bereit ist. Das Männchen führt mit Hilfe eines modifizierten Tentakels das Samenpaket (Spermatophore) in die Mantelhöhle des Weibchens. Das Samenpaket wird nun im Rezeptakulum, einer hierfür vorgesehenen Samentasche aufbewahrt. Nach der Paarung begibt sich das Weibchen auf die Suche nach einem geeigneten Ablageort der Eier. Dies sind normalerweise Felsüberhänge, Höhlen, Äste einer Koralle oder die leeren Schalen der Großen Fechterschnecke (Strombus gigas). Die Eier haben eine Länge von ca. 8 Millimetern. Kurze Zeit nach der Eiablage stirbt das Weibchen. Aus den Eiern schlüpfen innerhalb weniger Tage kleine, voll entwickelte Kalmare. Die Art durchlebt kein Larvenstadium. Lediglich die Proportionen sind anders als bei den ausgewachsenen Tieren. Im Alter von ca. 10 Tagen bilden die Jungtiere Schwärme in Küstennähe.

## Lebenserwartung und Gefährdung
Sepioteuthis sepioidea hat eine sehr kurze Lebenserwartung. Sie liegt bei ca. 5 Monaten.
Die Karibischen Riffkalmare sind eine häufige und weit verbreitete Tierart, deren Fortbestand derzeit nicht als gefährdet eingestuft wird. Im Unterschied zu anderen Kalmaren, besonders jenen, welche in immensen Schwärmen durch die südlichen Ozeane ziehen, werden sie nirgendwo kommerziell befischt. Längerfristig könnte allerdings der Verlust ihrer Korallenriff-Lebensräume aufgrund menschlicher Einflüsse, insbesondere den vielfältigen Schadstoffen die im Meer gelöst sind, der weltweiten Erhöhung der Wassertemperaturen und einer Steigerung der UV-Einstrahlung, eine Gefahr darstellen. Tatsächlich ist der Bestand lebender Korallengärten in der Karibik in den letzten Jahrzehnten alarmierend geschwunden. Dies wirkt sich ohne Zweifel negativ auf die Population des Karibischen Riffkalmars aus.

## Synonyme
- Loligo sepioidea Blainville, 1823